# Liam Norberg
Magnus Liam Norberg, ursprungligen Lars Magnus Norberg, född 30 december 1969 i Vantör i Stockholm, är en svensk skådespelare och författare.

## Biografi
Norberg är uppvuxen i Stockholmsförorten Hagsätra.  År 1987 medverkade han i filmen Stockholmsnatt. År 1990 deltog han vid den så kallade 930-miljonerskuppen, det största värdetransportrånet i svensk historia. Tre år senare, vid samma tidpunkt som han slog igenom som skådespelare i filmen Sökarna (1993), häktades han för ett värdetransportrån i Göteborg 1991 och dömdes till fem och ett halvt års fängelse. Tre år senare, 1996, dömdes han även för 930-miljonerskuppen till ytterligare fem år i fängelse. Efter avtjänat fängelsestraff släpptes Norberg 1999.
Under fängelsevistelsen blev Liam Norberg bekännande kristen. Norberg har under senare år rest i Sverige med sin livsberättelse; han har också fortsatt som skådespelare. Libris förlag utgav hans första bok Liam 2005. År 2009 släppte Norstedts förlag hans andra bok Insidan. Insidan vann Pocketpriset-guld för pocketutgåvan som gavs ut av Pocketförlaget.
Liam Norberg har varit svensk och nordisk mästare i taekwondo och startade en kampsportsbutik tillsammans med Paolo Roberto. Norberg tillhör den första generationens graffitimålare i Sverige. Han började ställa ut sin konst år 2008.
I augusti 2023 meddelade Liam Norberg att han har startat frikyrkoförsamlingen Kristna kyrkan i Ystad.  

## Filmografi
- 1987 – Stockholmsnatt
- 1993 – Sökarna
- 1997 – Under ytan
- 2005 – Blodsbröder
- 2005 – Dreams
- 2006 – Sökarna – Återkomsten
- 2024 – Miséria